# Arlanda
Stockholm-Arlanda flygplats (IATA: ARN, ICAO: ESSA) är Sveriges största flygplats, belägen i Sigtuna kommun i Stockholms län. Driftbolaget Swedavia marknadsför flygplatsen med namnet Stockholm Arlanda Airport.
År 2024 reste 22,7 miljoner passagerare till respektive från flygplatsen, med omkring 19,5 miljoner utrikesresor och 3,2 miljoner inrikesresor. Arlanda har direktförbindelse med 133 utrikesdestinationer och 21 inrikesdestinationer (2024). Flygplatsens markområde omfattar 2 600 hektar, bestående av ett bansystem med tre banor, fyra terminaler, driftbyggnader, men även jordbruksmark, skogsområden, vattendrag samt Halmsjön. På flygplatsområdet verkar omkring 600 företag med cirka 15 000 anställda.

## Historia

### Etymologi
Tidiga namnförslag 1947 och 1958:
"Attunda", förslag till benämning av flygplatsen vid Halmsjön.

### Arlandas tillkomst

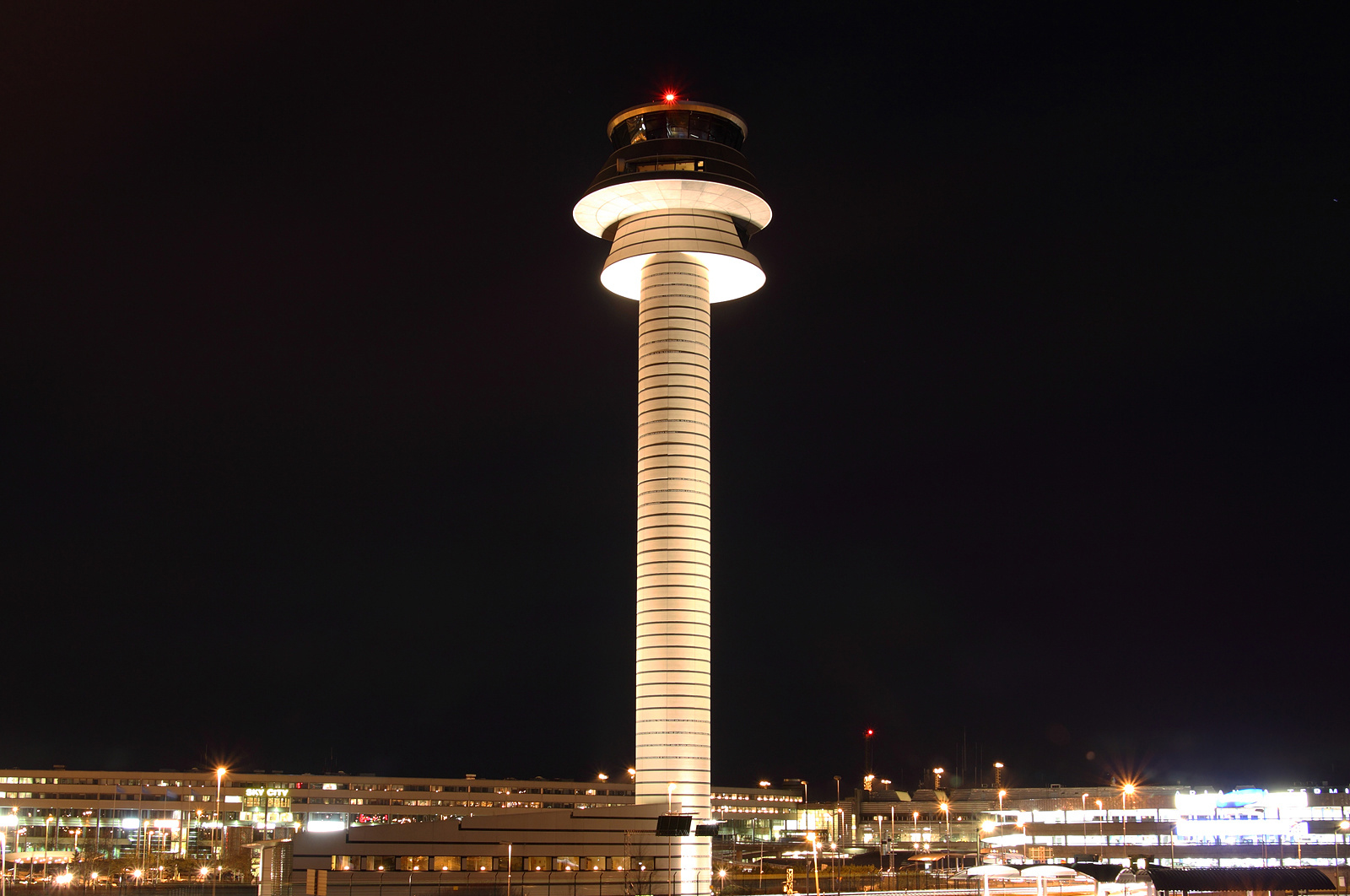
Arlandas kontrolltorn.

Byggandet av Arlanda föregicks av många års utredningar där många olika förslag till placering figurerade. Redan 1943 tillsattes en utredning för att undersöka möjligheten att komplettera Bromma flygplats, som hade invigts 1936. Anledningen till detta var planer på att inrätta flyglinjer till Nordamerika. Brommas banor var nämligen för korta för de nya långdistansflygplanen. Utredningen - som kom att kallas 1944 års flygplatsutredning - skulle undersöka alternativa lägen för ett "Atlantflygfält". Utredningens förslag var Grillby i nuvarande Enköpings kommun i Uppsala län, uppåt 80 kilometer väster om Stockholm. Utredningen avrådde från de alternativa placeringarna Skå-Edeby och Väsby. Stockholms stad föredrog dock att flygplatsen placerades i Väsby, och efter kompletterande utredning föreslog utredningen i januari 1946 att flygplatsen skulle placeras vid Halmsjön, 42 kilometer norr om Stockholm, en bit bortom Väsby. Samma år fattade riksdagen beslut om att anlägga en storflygplats i enlighet med utredningens förslag. Byggandet vid Halmsjön påbörjades 1947 och var tänkt att ha första banan klar 1950 och fem banor klara till 1955 men avbröts 1949 på grund av brist på finansiering. Byggandet vid Halmsjön återupptogs 1952 men på grund av ansträngd ekonomi blev resultatet först en enkel betongbana som gick under namnet Halmsjöbanan. Invigningsflygningen genomfördes den 26 november 1954 på sträckan Bromma - Halmsjön. Med öknamnet puckelbanan blev banan föga använd. Halmsjöbanan kom efter ombyggnad senare att ingå i det som idag är bana 2:s (08/26) taxibana på Arlanda.

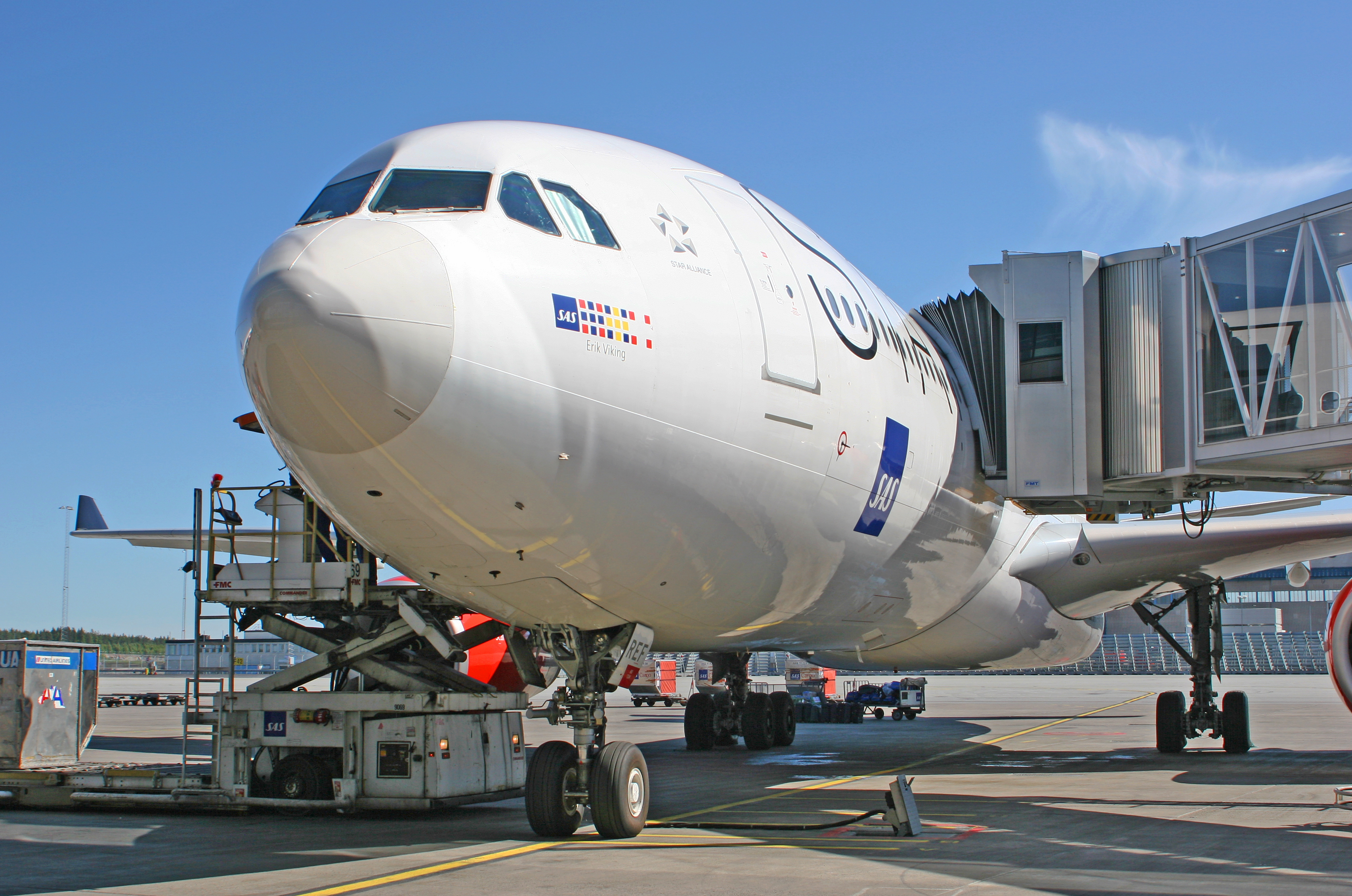
En Airbus A330 förbereds för en atlantflygning vid pir F.

Eftersom Halmsjöbanan med denna utformning inte löste storflygplatsfrågan lade Luftfartsstyrelsen i januari 1956 fram en skrivelse till regeringen med två alternativa lägen för en storflygplats, dels Halmsjön, och dels Jordbro, som man rekommenderade på grund av att avståndet till Stockholm endast var 24 km. Snabbt visade det sig dock att både Västerhaninge landskommun, länsstyrelsen och försvaret var negativa till en flygplats i Jordbro, bland annat på grund av närheten till flygflottiljen F 18 Tullinge och marinbasen i Berga. I april 1956 tillsatte regeringen därför en ny utredning - storflygplatsutredningen - under ledning av statssekreterare Grafström. Denna utredning föreslog en fortsatt utbyggnad vid Halmsjön. Luftfartsverket och flygbolagen var dock negativa eftersom de ansåg att Halmsjön låg för långt bort från Stockholm, och redan i oktober 1956 tillsattes en ny utredning för att utreda alternativ till Halmsjön. Denna utredning gick igenom ett 15-tal alternativ och rekommenderade i januari 1957 Skå-Edeby som den överlägset bästa placeringen för en storflygplats. En ytterligare utredning tillsattes i april 1957 för att undersöka markförhållandena i Skå-Edeby och vid Halmsjön, och kom fram att markförhållandena i Skå-Edeby (tjocka lager av lera) var olämpliga för flygplatsen. De många och långdragna turerna gjorde att man under 1957 började fundera på provisoriska lösningar, såsom en utbyggnad av Bromma, eller utbyggnad av de militära flygplatserna Tullinge eller Barkarby. Anledningen till detta var att SAS från slutet av 1959 skulle börja få leveranser av flygplanstypen DC-8, och att en ny flygplats behövde kunna tas i bruk 1960. För att slippa att ordna en sådan lösning bytte Luftfartsverket uppfattning i oktober 1957 och förordade nu Halmsjön som plats för flygplatsen. Riksdagsbeslutet kom i december 1957, och man anslog 153 miljoner kronor till byggandet av storflygplatsen, som skulle byggas med två banor, den 3,3 km långa bana 1 (huvudbana), som går i nord-sydlig riktning och den 2,5 km långa bana 2 som går i öst-västlig riktning.

Flygfoto över flygplatsen cirka 1960.

För att hitta ett passande namn till flygplatsen utlystes en namntävling 1958 i tidningen Året Runt men istället för att föreslå något av de inlämnade förslagen framförde juryn förslaget Arlanda som var en modifiering av ortnamnsforskaren Lars Hellbergs ursprungliga förslag Arland. Namnet kommer av Ärlinghundra härad, där flygplatsen är belägen. I ett dokument från 1316 omtalades detta som provincia Aarland, = "åkerlandets område". Mot denna historiska bakgrund fastställde riksdagen 1958 namnet Stockholm-Arlanda flygplats.
Flygplatsen började användas den 14 december 1959 och då endast för skolflygning. Klockan 13.59 landade det första flygplanet på bana 1, en Caravelle från SAS som hade startat från Bromma med flygkapten Axel Oldne vid spakarna. Med på flygresan var kommunikationsminister Gösta Skoglund som samma dag förklarade flygfältet öppnat. Den 5 januari 1960 öppnades Arlanda för trafik och den 26 juni 1960 lyfte en DC-8 från SAS på den första reguljära flygningen till New York. Inledningsvis användes mycket primitiva byggnader på Arlanda som terminalbyggnad för denna trafik.
Den 1 april 1962 invigde kung Gustaf VI Adolf officiellt Stockholm-Arlanda Flygplats som då hade fått en särskild utrikeshall och utrikestrafiken från Stockholm flyttade i och med detta från Bromma till Arlanda. Den första "kändisen" som flög från Arlanda var Greta Garbo, som klockan 00:15 på invigningsdagen den 1 april, startade mot USA.
Under år 1964–1965 installerades ett av världens första digitala flygtrafikledningssystem på Arlanda av Standard Radio & Telefon. Detta var baserat på teknik utvecklat för radargruppcentralerna i det svenska försvarsprogrammet STRIL 60 och kunde följa flygplan i realtid. Det ursprungligen militära systemet utökades med sekundärradarextraktorer och fick stor internationell uppmärksamhet.

### Utbyggnader på Arlanda
Den ökande svenska charterturismen till varmare länder ledde till att en särskild charterhall togs i bruk 1972. 1976 invigdes utrikesterminalen Arlanda International (även Arlanda Utrikes) den nuvarande Terminal 5, av kung Carl XVI Gustaf och all utrikestrafik, både reguljär och charter, flyttade hit.
Den 1 oktober 1983 invigdes Arlanda Inrikes (senare Inrikes 1), som idag är Terminal 4, av kung Carl XVI Gustaf och drottning Silvia. Den 1 januari 1984 flyttade SAS inrikesflyg och Linjeflyg till terminalen, delvis från Bromma som skulle tömmas på jetflyg. Terminalen var underdimensionerad redan när den invigdes då inrikesflyget hade vuxit långt mer än de prognoser som låg till grunden för bygget. 1990 invigdes därför Inrikes 2, som idag är Terminal 2, av prins Bertil. SAS inrikesflyg flyttade in i terminalen men en kraftig lågkonjunktur ledde till sjunkande antal passagerare och redan 1992 lämnade SAS den, vilket ledde till en långdragen juridisk tvist om kostnaderna för byggandet av "Inrikes 2". Tvisten gällde huruvida Luftfartsverket och SAS hade ett avtal som stipulerade villkoren för användandet av terminalen. Tvisten vanns sedermera av SAS (jfr pir F nedan). Terminalen byggdes därefter om till en kombinerad in- och utrikesterminal, vilket krävde säkerhetskontroll (behövdes då inte inrikes), passkontroll, större bagagehantering, taxfree-butik och andra ombyggnader. Terminalerna döptes då om till nummer 2-5 istället för de tidigare inrikes- och utrikesbeteckningar. Uppgifter gör gällande att siffran 1 reserverades för en eventuell framtida terminal bredvid Terminal 2 (se nedan). Terminal 3 invigdes i augusti 1989 och hade under en period namnet Inrikes 2 innan det blev Inrikes 3 under några år. Den var avsedd att flytta mindre bolags rutter med propellerplan från Bromma. Det blev till nytta särskilt för de många som använder dessa linjer med byte till eller från annat större plan. En del kortare flyglinjer försvann dock av olika skäl.
Efter byggandet av en särskild järnväg (Arlandabanan) med underjordiska stationer började snabbtåget Arlanda Express i november 1999 att trafikera sträckan Stockholm C-Arlanda.
I mitten av 1990-talet gick konjunkturen upp igen och flygresandet ökade till nya rekordsiffror, vilket ledde till att det blev trångt på Arlanda. Den 10 november 1998 gick därför det officiella startskottet för byggandet av bana 3, som ligger parallellt med bana 1. I samband med byggandet av den tredje banan påbörjades byggandet av ett nytt trafikledartorn (83 m högt) som togs i drift den 23 december 2001. Nybyggnaderna omfattade även en ny brandstation och en ny terminal, som kom att utgöra den tredje piren (pir F) på Terminal 5, och togs i bruk i januari 2002. I samband med Sveriges inträde i Schengensamarbetet 2001 skedde ombyggnader för att kunna separera utrikespassagerare från icke-Schengen-länder från övriga passagerare. För att möjliggöra detta blev Terminal 2 en ren utrikesterminal och Terminal 5 fick en fjärde våning. Invigningen av det nya tornet, pir F och bana 3, förrättades den 29 maj 2002 av kronprinsessan Victoria. Invigningsflygningen på bana 3 skedde dock först klockan 11.00 den 17 april 2003. Det hade blivit lågkonjunktur vid den tiden så bana 3 användes ganska lite i början, delvis på grund av protester.

### Konflikten om bana 3
Placeringen av bana 3 blev tidigt omstridd då miljödomstolen 1993 avslog byggandet på den föreslagna platsen som vid normal trafik skulle ge oacceptabla bullerstörningar för närmare 30 000 kringboende, samt spärra områden för framtida bostadsbyggande. Istället för att ändra placeringen återkom Arlanda med ett förslag där banan ändå skulle byggas på den föreslagna platsen, men överflygningar av närliggande tätorter skulle undvikas genom nya tekniska lösningar som skulle utvecklas och vara användbara under tiden som banan byggdes. Bana 3 fick ett nytt tillstånd som villkorade att överflygningar av bland annat Upplands Väsby tätort inte skulle ske (villkor 6 i miljötillståndet för Arlanda flygplats).
Förslaget mötte redan initialt hård kritik dels från experter som hävdade att Arlanda underskattade problemen med införandet av den sk. "kurvade inflygningen", dels från politiker som menade att det var riskabelt att basera byggande av viktig infrastruktur på icke existerande tekniska lösningar. Efter ett flertal dispenser för att ändå tillfälligt flyga över tätbebyggt område meddelande Arlanda under 2011 att man misslyckats med införandet av "Kurvad inflygning" och nu inte heller tror detta kommer att vara klart till 2018 då prövoperioden avslutas, och ansökte därför om ett nytt miljötillstånd där man begär att befrias från villkor 6 Frågan har lett till en infekterad konflikt mellan Arlanda flygplats/Swedavia och närliggande kommuner samt olika sammanslutningar av närboende. Arlanda har delvis undvikit att använda bana 3 för starter söderut och landningar från söder, men taxibanorna till terminalerna är anslutna i banans norra ände varför det tar längre tid mellan terminal och flygning.
- Flygplatsen menar att man visserligen missbedömt utvecklingen, men att Arlandas stora samhällsintresse och flygplatsens status som riksintresse borde ha företräde framför miljöhänsyn, bostadsbyggande och enskildas intressen.
- De kringliggande kommunerna och närboende hänvisar å sin sida till att Arlanda redan 1993 var ett riksintresse och att man därför borde undvikit chansningen på icke existerande teknik, och att Arlanda nu borde leva upp till sina åtaganden, eller bygga om banan så den kan användas med dagens teknik inom gällande miljöregler.[11][12]

- Den 27 november 2013 beslutade Mark- och miljödomstolen att Arlandas undantag för att använda bana 3 med inflygning över tätbefolkade omdåen skulle upphöra från 2018. Arlanda menade att domen skulle innebära ett stort ekonomiskt avbräck för regionen, medan ansvariga politiker i kringliggande kommuner välkomnade beslutet och påpekade att Arlanda haft över 20 år på sig att införa den teknik man själva föreslog som villkor för att få bygga bana 3 trots den redan från början ifrågasatta placeringen.
- Den 21 november 2014 upphävde Mark- och miljööverdomstolen förbudet mot raka inflygningar över tätbebyggt område från 2018. Efter att Arlanda överklagat mark och miljödomstolens beslut från 27 november 2013. Förbudet ersättes med ett villkor att utreda kurvad inflygning och sträva efter att utveckla metoder att inte flyga in över tätort.
- I december 2020 ansökte Swedavia om ändringstillstånd för Arlanda för att möjliggöra en ökad andel kurvade inflygningar till bana 3, vilket är ett steg att tillmötesgå de miljökrav och skydd för omkringboende som ursprungligen skulle varit ett krav för att överhuvudtaget få ta bana 3 i bruk. Vid samma tillfälle ansökte man om nya kurvade inflygningsvägar till bana 1 och 2.

### 2000-talet
En ny lågkonjunktur i början av 2000-talet minskade åter resandet under några år. Efter ett antal år med kraftig tillväxt i passagerarantalet och en topp i resandet år 2000 (18 264 000 passagerare), var passagerarantalet 2003 nere på 15 113 000, bara aningen över 1997 års nivå. Under några år var det därför ingen större trängsel i de utbyggda terminalbyggnaderna eller på den nya banan, och Arlanda Express gick ekonomiskt dåligt på grund av lågt passagerarantal. En intressant händelse är att SAS och Luftfartsverket återigen hamnade i en juridisk tvist om betalning och utnyttjande av en nybyggd terminal på Arlanda. Inte heller denna gång förelåg ett skriftligt avtal med LFV och SAS, endast några år efter att den långdragna tvisten om Inrikes 2 bilagts (se ovan). Passagerarantalet ökade sedermera och uppgick till 18 136 000 år 2008, vilket nästan var i paritet med 2000 års toppnotering. Samtidigt minskade antalet landningar på Arlanda från 139 705 år 2000 till 111 450 år 2008. I genomsnitt började större flygplan att trafikera Arlanda, samtidigt som mindre linjer avvecklades av olika skäl.
Passagerarantalet på Arlanda har sedermera ökat stegvis och uppgick år 2012 till cirka 19 642 000 passagerare och år 2018 hade Arlanda fler passagerare än någonsin tidigare - antalet hade då stigit till 26 847 000.
I samband med covid-19-pandemin utbrott våren 2020 upphörde stora delar av flygtrafiken i världen. Därmed stängdes terminal 2, 3 och 4 och Swedavia valde att koncentrera all passagerarflyg till terminal 5. Under juli och augusti 2021 reste 1,5 miljon resenärer från Swedavias flygplatser, vilket motsvarade 40 % med juli och augusti före pandemin. Den 26 oktober 2021 planerade Swedavia att öppna terminal 2 igen, då ökningen av passagerare skett snabbare än förväntat. Inledningsvis användes terminalen av KLM, Air France, Transavia, Easyjet, CSA Czech Airlines och Vueling. Sommaren 2022 var kaotisk då säkerhetsföretaget under pandemin avskedat många inom säkerhetskontrollen, och inte kunde återanställa så många, då de uppsagda vanligen fått andra anställningar. Nyanställda måste få säkerhetsgodkännande vilket tog tid, och säkerhetsföretaget ville inte heller anställa sökande förrän de fått säkerhetsgodkännande vilket fick många sökande att ta andra arbeten. Kapacitetsbristen i säkerhetskontrollen gjorde att många resenärer kom i mycket god tid vilket skapade mycket långa köer särskilt på morgnarna. En lösning blev att passagerare inte fick komma in på flygplatsen om de inte hade biljett till en avgång inom tre timmar.
Passagerarsiffrorna har återhämtat sig från pandemins bottennotering (6 535 000 år 2020) till 22 738 000 (2024), vilket fortfarande är lägre än toppnoteringen från 2018.

### Skrinlagda planer och framtida utbyggnader

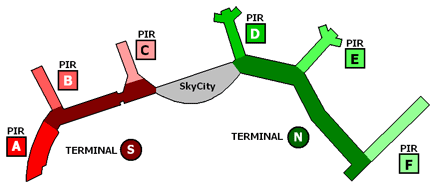
Arlandas terminaler enligt Projekt Arlanda 2002, aldrig fullt genomfört.

En omfattande ombyggnad av Arlanda började planeras 1998 under namnet Projekt Arlanda 2002, utöver de genomförda åtgärderna med att bygga bana 3, nytt torn och pir F, var tanken att ombyggnaden skulle innefatta att Terminal 3 revs och återuppstod som en helt ny terminal mellan dagens Terminal 2 och Terminal 4, vilka tillsammans skulle bilda Terminal Syd med pir A, pir B och pir C. Terminal 5 med dess två existerande pirar skulle också byggas om och tillsammans med en nybyggd pir bilda Terminal Nord med pir D, pir E och pir F. Båda terminalerna skulle ha avgångshall på övre plan och ankomsthall i nedre plan. Dessa utbyggnader sköts på framtiden. Projektet var först planerat att färdigställas 2002 men senare besked från Luftfartsverket hade först 2004 som tidpunkt för färdigställandet. Den 17 december 2003 invigde statsrådet Ulrica Messing det "Nya Arlanda" och därigenom verkar resterande utbyggnader ha inställts eller skjutits upp till en obestämd framtid.
Arlanda är under ombyggnad och tillbyggnad. Mycket av den nuvarande Terminal 5 på Arlanda ska göras om, för att bli modernare och smidigare för passagerarna, men framförallt för att få mer kapacitet och att kunna ta emot större flygplan, för att uppnå mer passagerare per år på Arlanda. Till exempel ska Terminal 5 byggas om med ny bagagehall, ny säkerhetskontroll, och en ny pir, Pir G, som ska kunna ta emot stora flygplan.
En direktgång ska även byggas mellan Terminal 4 och Terminal 5. I juni 2022 öppnade en passage med rullband mellan terminalerna innanför säkerhetskontrollen.
Arlanda har till skillnad från vissa flygplatser, exempelvis Bromma flygplats, inte drabbats av problem med att närliggande tätorter växt sig allt för nära flygplatsen, då Arlanda genom sin status som riksintresse har ett beslutat influensområde där Arlanda har vetorätt för exempelvis bostadsbyggande. Däremot har situationen mellan Arlanda och kringliggande tätorter, främst Sigtuna, Märsta, Rosersberg och Upplands Väsby lett till intressekonflikter då Arlandas expansion skapat önskemål från flygplatsen om att utvidga "influensområdet". Systemet med influensområde har inneburit att man undvikit att bygga bostäder rakt under bana 1 och 2:s flygleder. Däremot har den mycket nyare bana 3, som efter flygets behov byggts parallellt med bana 1, skapat bullerproblem då misslyckandet att använda den teknik som utlovades, gjort att Arlanda i efterhand vill ändra inflygningsreglerna så man skall få tillstånd att flyga över områden som tidigare inte varit tillåtna att flyga över. (Se avsnittet "Konflikten om bana 3".)
Under 2000-talet har det återkommande förekommit diskussioner om att anlägga en fjärde bana på Arlanda för att möta en eventuell ökning av flygtrafiken. I Swedavias långsiktiga utvecklingsplaner (Masterplan) har en fjärde bana förekommit som ett möjligt behov tidigast kring 2030–2040, särskilt om flygplatsens kapacitet skulle närma sig dagens maxgräns. Något formellt beslut om byggnation av en fjärde bana har dock inte fattats. Planerna har också kritiserats ur miljö- och klimatperspektiv, där bland annat WWF och flera politiska partier ifrågasatt behovet av ytterligare kapacitet med hänsyn till Sveriges klimatmål. Debatten om en fjärde bana har även aktualiserats i samband med diskussioner om en eventuell nedläggning av Bromma flygplats och överflyttning av dess trafik till Arlanda.

## Kommunikationer

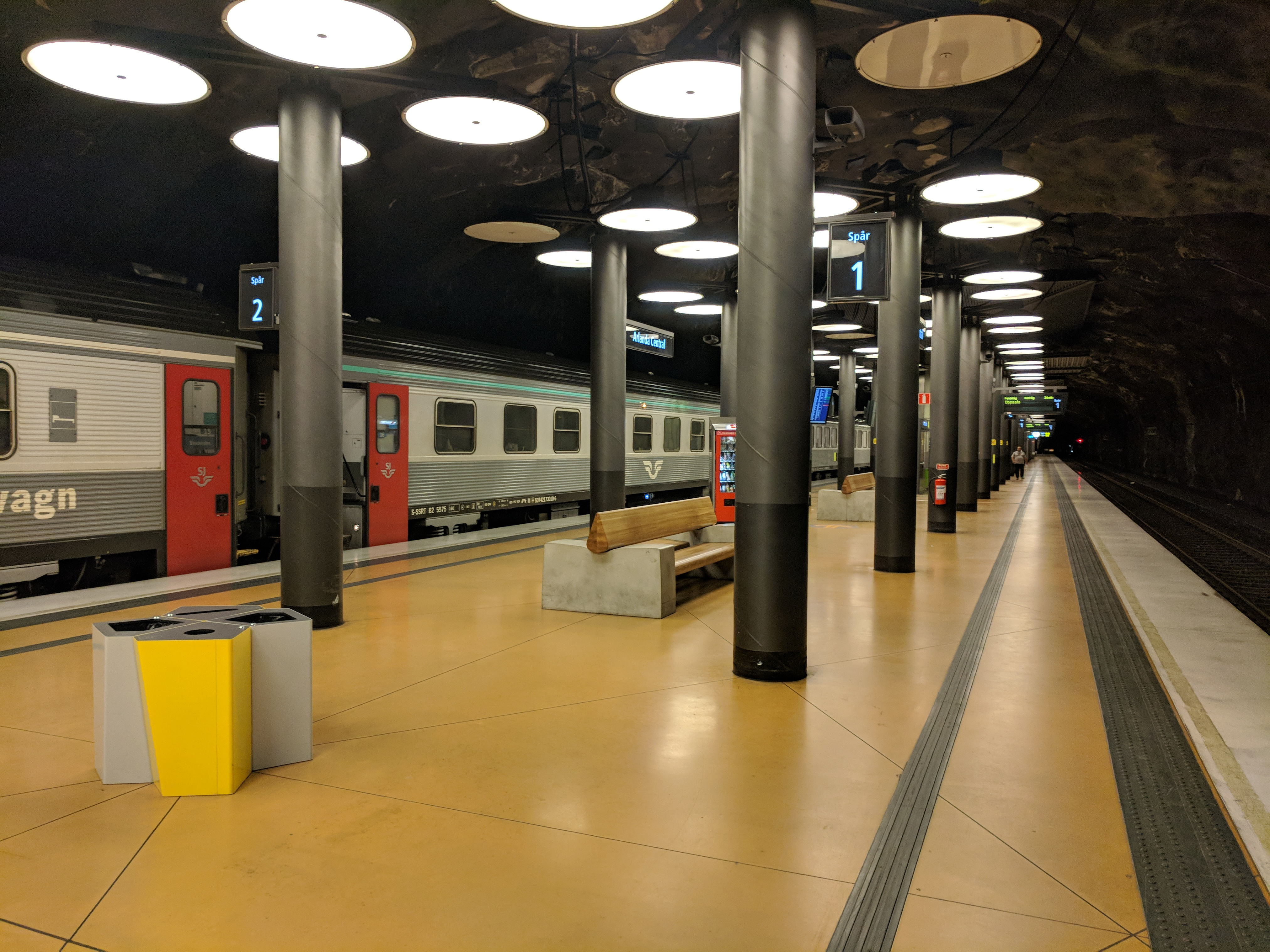
Arlanda Central, fjärrtåg, regionaltåg, pendeltåg (T2-5).
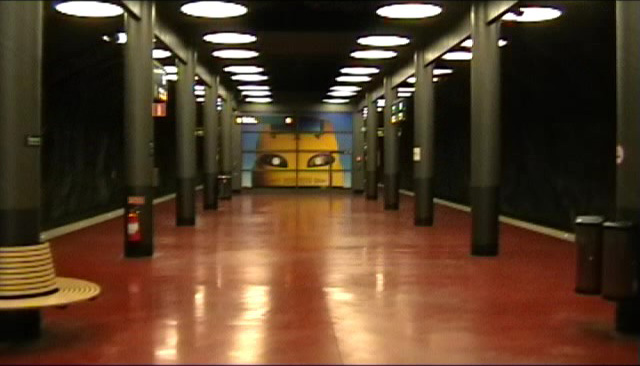
Arlanda Norra, Arlanda Express (T5).
Arlanda Södra, Arlanda Express (T2-4).

### Järnväg
Arlandabanan är järnvägen till Arlanda flygplats sedan 1999. Det finns tre stationer, två för Arlanda Express (se nedan) och en, Arlanda C, som ligger under servicekomplexet SkyCity för övriga tåg. A-train AB som förvaltar Arlandabanan tar ut en passageavgift per passagerare vid Arlanda C som kan ingå i biljetten eller tas ut direkt av passageraren. För att säkerställa att denna avgift faktiskt betalats infördes i december 2006 en spärr i SkyCity för Arlanda C där biljetterna kontrolleras. Avgiftsintäkterna används för att betala lånen som togs för att bygga Arlandabanan.
- Arlanda Express är ett snabbtåg och är det snabbaste sättet att ta sig mellan Arlanda och Stockholm central. Restiden till Stockholm central är cirka 20 minuter. Arlanda Express har två stationer, Arlanda S under Terminal 2, 3 och 4, och Arlanda N under Terminal 5.[28]
- SJ:s snabbtåg, intercity, regional och nattåg stannar vid Arlanda C och det går att resa till bland annat Stockholm C, Norrköping C, Linköping C, Gävle C, Uppsala C, Sundsvall C, Borlänge C, Falun C, Mora, Umeå C, Östersund C och Åre utan att byta tåg. Restiden till Stockholm central är cirka 20 minuter.[29]
- SL:s pendeltåg trafikerar sedan 2012 Arlanda C i halvtimmestrafik. Nuvarande (2023) linje går Uppsala C – Arlanda C − Stockholm City – Södertälje centrum. Restiden till Stockholm City är 37 minuter och till Uppsala 18 minuter.

### Busstrafik
Det finns direktbussar via Arlandaleden och E4 mellan Arlanda och Stockholm City med Vy Flygbussarna. SL och UL kör lokal linjetrafik.
- Vy Flygbussarna kör mellan Arlanda och Stockholm Cityterminalen. Restiden är ca 40 minuter till Cityterminalen för det snabbaste alternativet utan stopp på vägen.[30]
- Flygbussarna kör även två linjer mellan Arlanda och Liljeholmen respektive Brommaplan.
- Storstockholms Lokaltrafiks linjer:
  - Linje 583 - Märsta stn - Arlanda, direktbuss från Märsta station till terminalerna, stannar enbart vid Tomta.
  - Linje 589 - Östra Steninge (Märsta) - Arlanda, via Valsta centrum, stannar vid alla terminaler och ett antal ytterligare hållplatser därtill.
  - Linje 586 - Nederäng - Ekillaskolan (Märsta), via Skepptuna, Lunda, Arlanda, Märsta stn, stannar vid ett antal hållplatser vid flygplatsområdet, stannar inte vid terminalerna.
  - Linje 579 - Bålsta stn - Arlanda, via Sigtuna och Märsta station, stannar vid alla hållplatser före och efter terminalerna samt vid terminalerna.
  - Linje 593 (nattbus) - Stockholm (Cityterminalen) - Uppsala centralstation, via Arlanda och Knivsta stn, stannar vid alla terminaler och ett antal ytterligare hållplatser därtill.
  - Linje 592 (nattbuss) - Stockholm (Cityterminalen) - Arlanda, via Märsta stn, Upplands Väsby, Rotebro station och Norrvikens station, stannar vid alla terminaler och ett antal ytterligare hållplatser därtill.
- UL:s linjer:
  - Linje 806 - Knutby - Arlanda, via Almunge och Långhundra, stannar vid alla terminaler och ett antal ytterligare hållplatser därtill.
  - Linje 801 - Uppsala C - Arlanda, via Knivsta (Ar-terminalen), stannar vid alla terminaler och ett antal ytterligare hållplatser därtill.
  - Linje 880 - Uppsala C - Arlanda, via Knivsta (Ar-terminalen), stannar endast vid hållplatserna Flygskolan, Driftvägen, SAS-hangaren och Halmsjön, stannar ej vid terminalerna.
- Flixbus (f.d. Swebus Express, sedermera Swebus) trafikerar Arlanda.
- Nettbuss trafikerar sträckan Oslo - Arlanda, via Årjäng, Karlstad, Kristinehamn, Karlskoga, Örebro, Arboga och Västerås.[31]

### Bil - Taxi
Flygplatsen har direktanslutning till motorvägen Arlandaleden som i sin tur ansluter till E4 mot Stockholm och Uppsala/Sundsvall. Vägavstånd till Stockholm är 41 km och till Uppsala 32 km.
Arlanda har ett särskilt miljötaxi-system som innebär att ju bättre miljöprestanda desto kortare väntetid får bilen för att hämta upp nya passagerare. Sedan 2012 uppfyller alla taxi-bilar som minimum miljöbilsdefinitionen.

### Cykel
Det finns cykelbana från Märsta (strax söder om stationen), varifrån det är cirka 6 km till terminalerna.

## Myndigheter och säkerhet
Arlanda är ett skyddsobjekt och riksgräns och följer internationella flygsäkerhetsregler. Därför arbetar dessa enheter dygnet runt på flygplatsen:

### Polisen
Gränspolisen på Arlanda har bland annat i uppgift att sköta passkontrollen på terminalerna 2 och 5 för flyg utanför Schengensamarbetet, passkundtjänst och allmänt polisarbete. Bombrobot finns placerad av säkerhetsskäl. Det är Gränspolisen som undersöker farligt bagage efter en bedömning av skyddsvakt. Polisstationen som hjälper till med anmälan och provisoriskt pass ligger på Tullvägen 7 A.

### Tullen
Tullverket på Arlanda har i uppgift att ta hand om tullavgifter och stoppa illegalt varuinflöde till Sverige. Gränsskyddsgrupper genomför tullkontroll på resenärer och frakt. Klareringsexpedition finns på ankomsthall i Terminal 2 (beroende på flyg), 5 och även i Tullgränd.

### Säkerhetskontroll
Säkerhetskontrollen sköts sedan februari 2017 av Avarn Security och skyddsvaktsbevakning sköts sedan 2007 av Securitas. Räddningstjänsten bemannas av personal från Securitas medan vakthavande säkerhetschef Duty officer är Swedavias ansvar.

## Terminaler

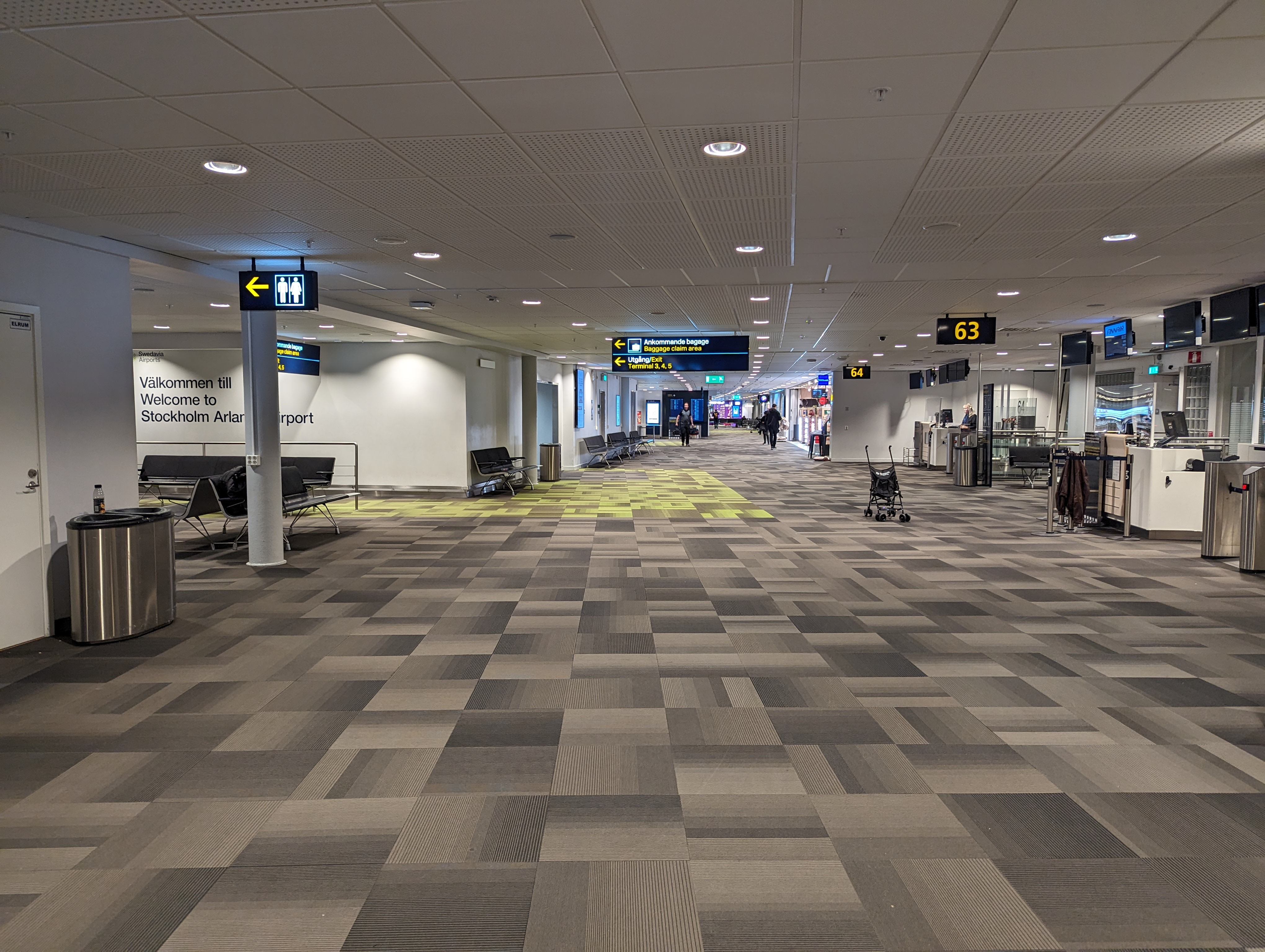
Terminal 2.
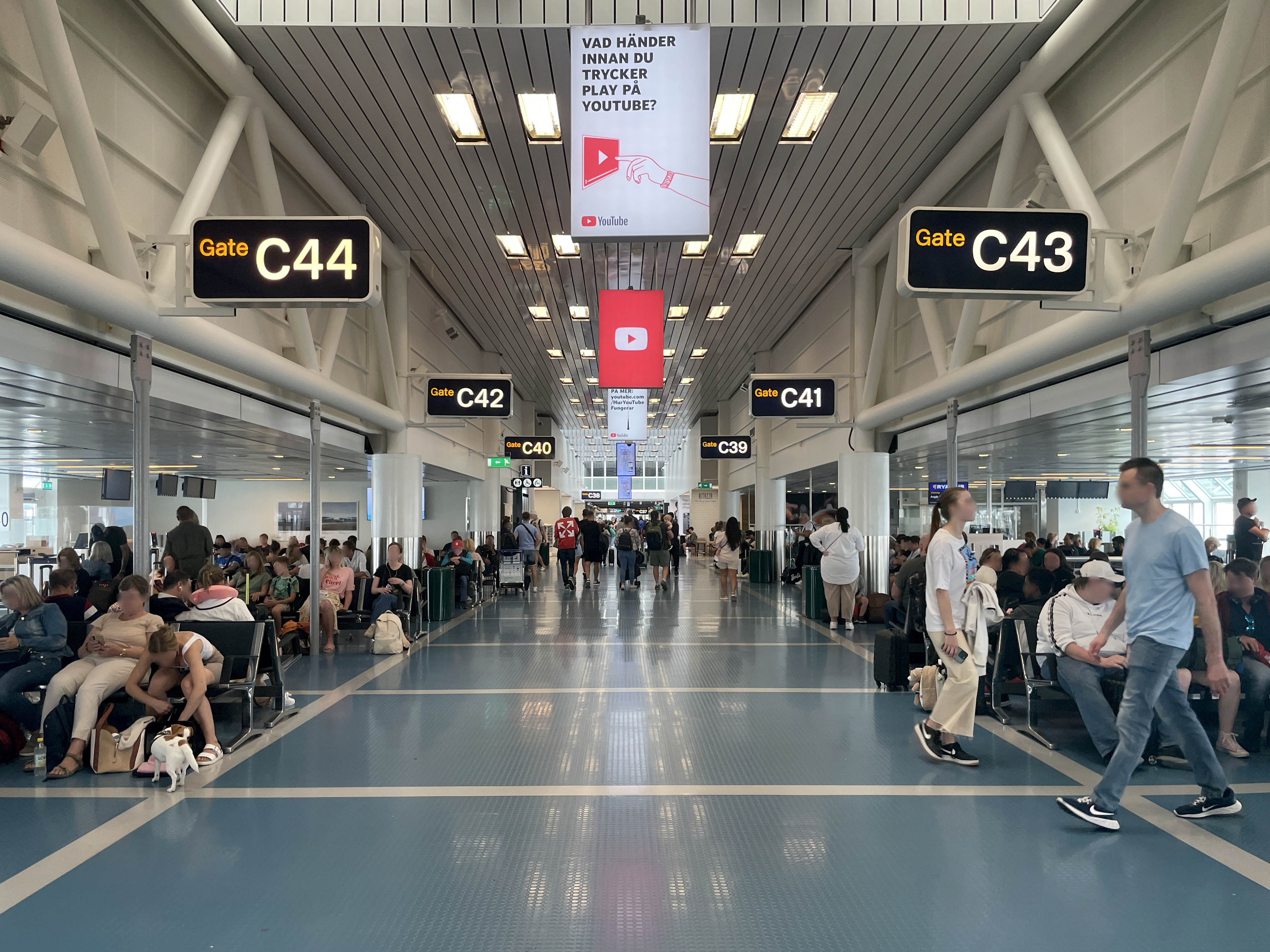
Terminal 4.
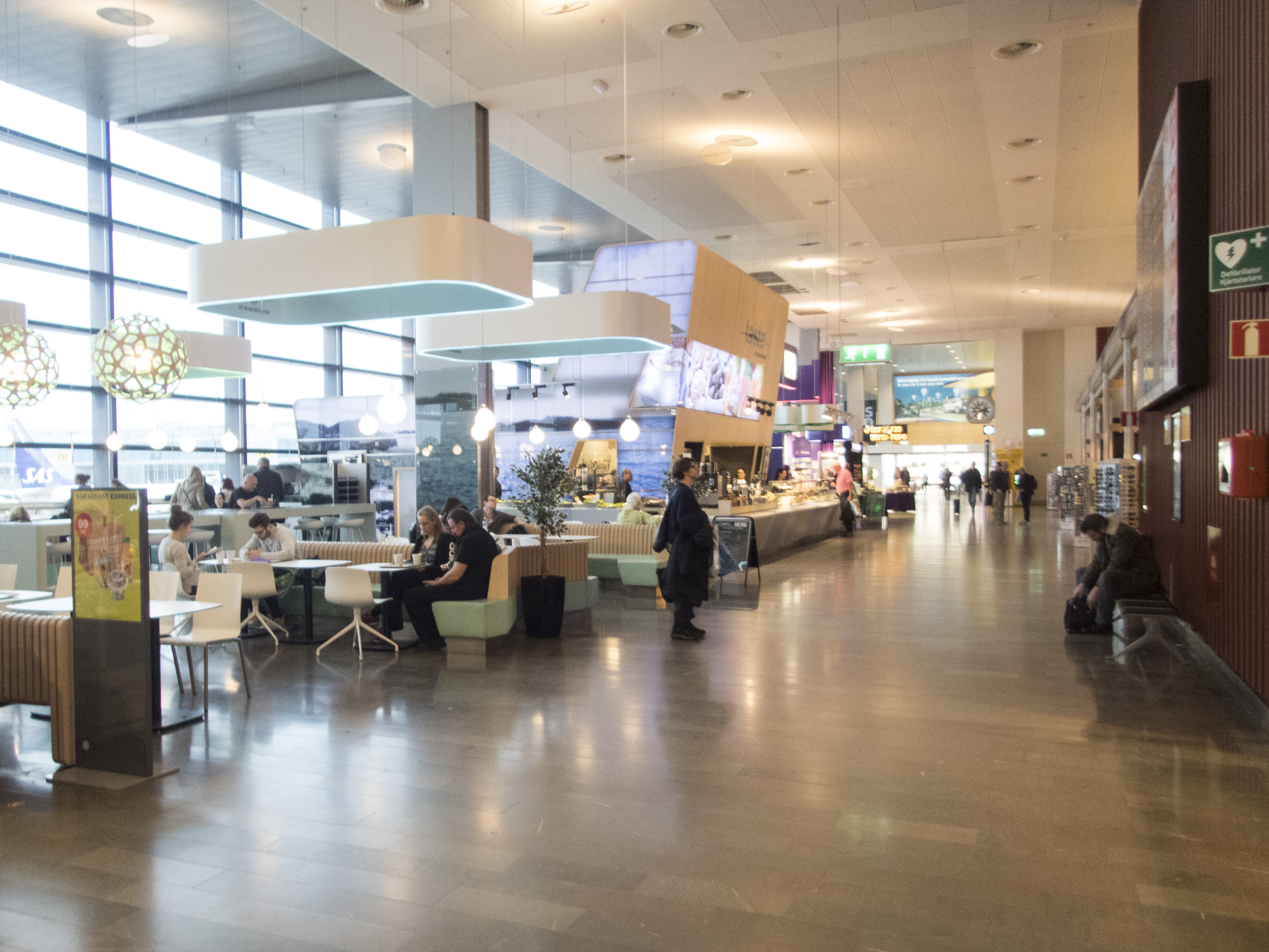
Terminal 5.

För närvarande består Arlanda av fyra terminaler:
- Terminal 2 (1990) för utrikestrafik med i första hand reguljära flygbolag som ingår flygbolagsallianserna Oneworld och SkyTeam, samt flygbolag som har ett mindre passagerarunderlag från Stockholm.
- Terminal 3 (1989) är byggd för inrikes trafik med mindre plan och sedan den 1 oktober 2024 används terminalen för första gången även för utrikestrafik då en linje till Mariehamn går från terminalen.
- Terminal 4 (1983) för inrikes och utrikestrafik, särskilt flygbolag inom European Low Fares Airline Association. Ingen passkontroll.
- Terminal 5 (1976) för inrikes och utrikestrafik, flygplatsens största terminal, med tre separata pirar. De tre pirarna på Terminal 5 heter från söder till norr pir D (1976, tidigare B), pir E (1976, tidigare A) och pir F (2003).

Mellan terminalerna är det gångavstånd, om än ganska långt mellan Terminal 2 och 5 (cirka 700 m, och 1100 m till pir F). Hela sträckan är dock inomhus. Det finns dessutom transferbussar mellan terminalerna samt långtidsparkering. Arlanda Express tar också passagerare som vill förflytta sig mellan terminal 2 och 5 med på sina tåg kostnadsfritt.
Det finns ingen Terminal 1. Det finns olika uppgifter om varför det blivit så. En anledning kan vara de äldre namnen på terminalerna. Terminal 5 som var den första terminalen som byggdes, kallades Arlanda Utrikes då allt inrikesflyg gick från Bromma. När SAS och LIN 1983 flyttade sin inrikestrafik från Bromma till nuvarande Terminal 4, kallades den enbart för Arlanda Inrikes. När sedan flygplatsen byggdes ut med ytterligare en inrikesterminal 1990 fick den namnet Arlanda Inrikes 2 (nuvarande Terminal 2). Samtidigt byggdes också nuvarande terminal 3, som fick namnet Arlanda Inrikes 3. När sedan Terminal 2 blev utrikesterminal för att SAS inte ville använda dem, fick man byta namn på terminalerna till en gemensam nummerserie, och Inrikes 2 och 3 fick behålla sina siffror, och resten av terminalerna fick ordna in sig i ledet.
I samband med pandemin 2020–2021 ändrades terminalernas användning, och terminal 4 och 5 har både inrikes och utrikestrafik. Ibland är det incheckning i den ena av dessa och avgång från den andra (i båda riktningar), så att passagerare får gå i en underjordisk gång som byggdes 2021 mellan dem. Innan 2021 var terminalerna strikt inrikes eller utrikes och passagerare fick gå genom säkerhetskontroll för att byta terminal.

## Sky City

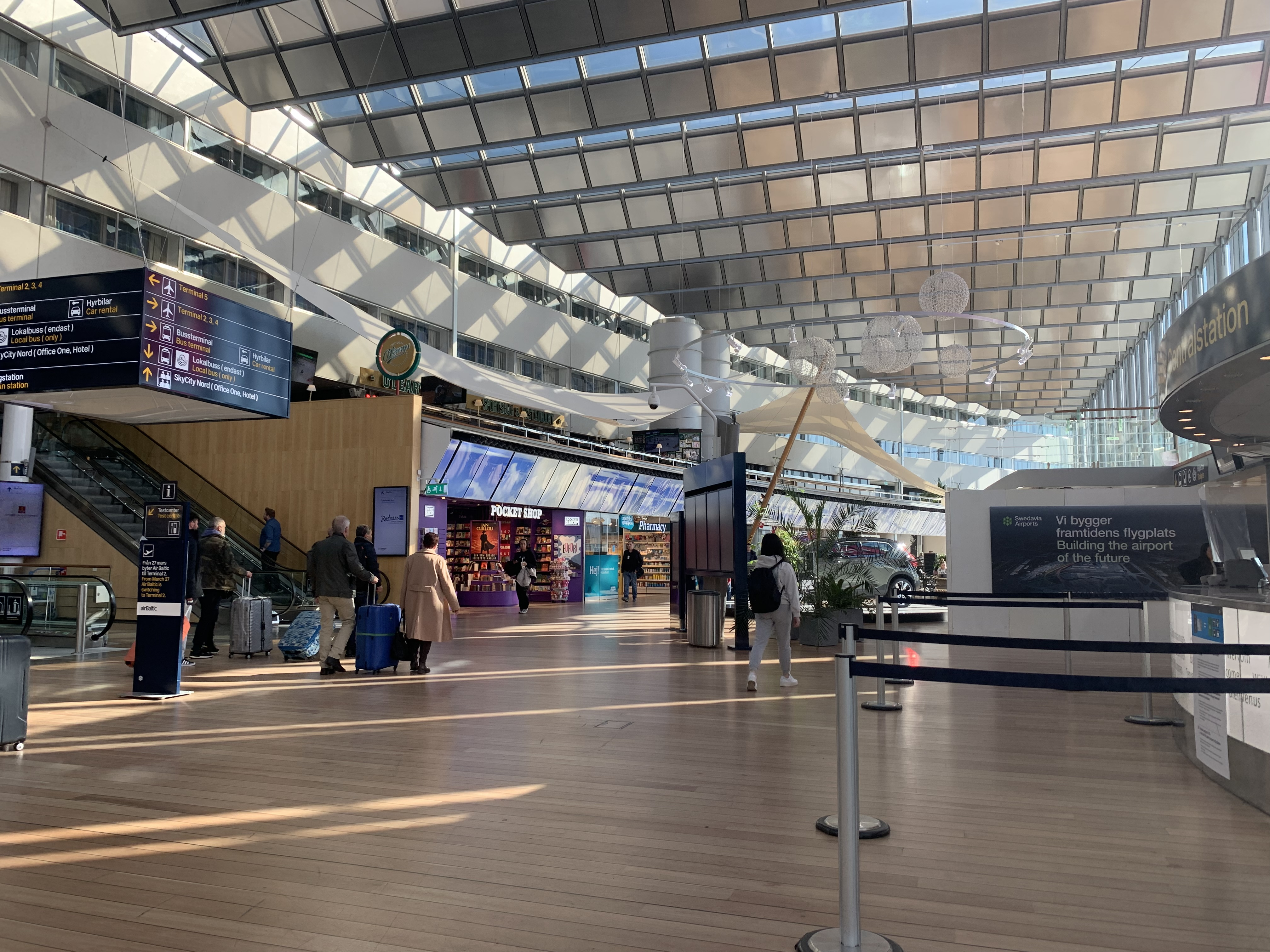
SkyCity, april 2022.

Mitt i Arlandas terminalbyggnad finns Sky City som förbinder Terminal 4 och utrikes Terminal 5. Byggnaden hyser förutom hotellen Radisson Blu SkyCity Hotel, Clarion Hotel Arlanda Airport och Rest and fly, även en del butiker och restauranger och även valutaväxling. I Sky City finns fönster av väl tilltagna proportioner, varigenom man bland annat kan beskåda flygplanstrafiken vid terminalerna fyra och fem. Sky City ritades av van Mierop & Belaieff Arkitektkontor och invigdes 1993.

## Flygledartornet

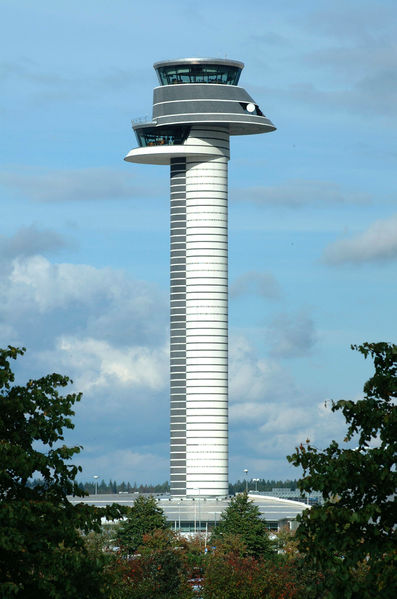
Flygledartornet.

Bygget av det nya kontrolltornet, Arlandatornet, började juli 1999 och blev klart maj 2001 till en byggkostnad av 24 miljoner kronor. Driftstarten för tornet blev den 23 december 2001. Tornet är 83 meter högt (90 meter inklusive masten) men det sträcker sig också 11 meter ner under markytan. Vid klart väder är det möjligt att se både Globen i Stockholm och Uppsala domkyrka från tornet.
Flygledarna arbetar högst upp i tornet, i en driftcentral på 90 kvadratmeter. På våningen under finns rampkontrollen, de som fördelar flygplanen på terminaler och olika gater. Under slutet av 2016 har rampkontrollen flyttat ner och den nya positionen är våning två i samma byggnad.

## Start- och landningsbanor

Arlandas tre banor, geografiskt korrekt.

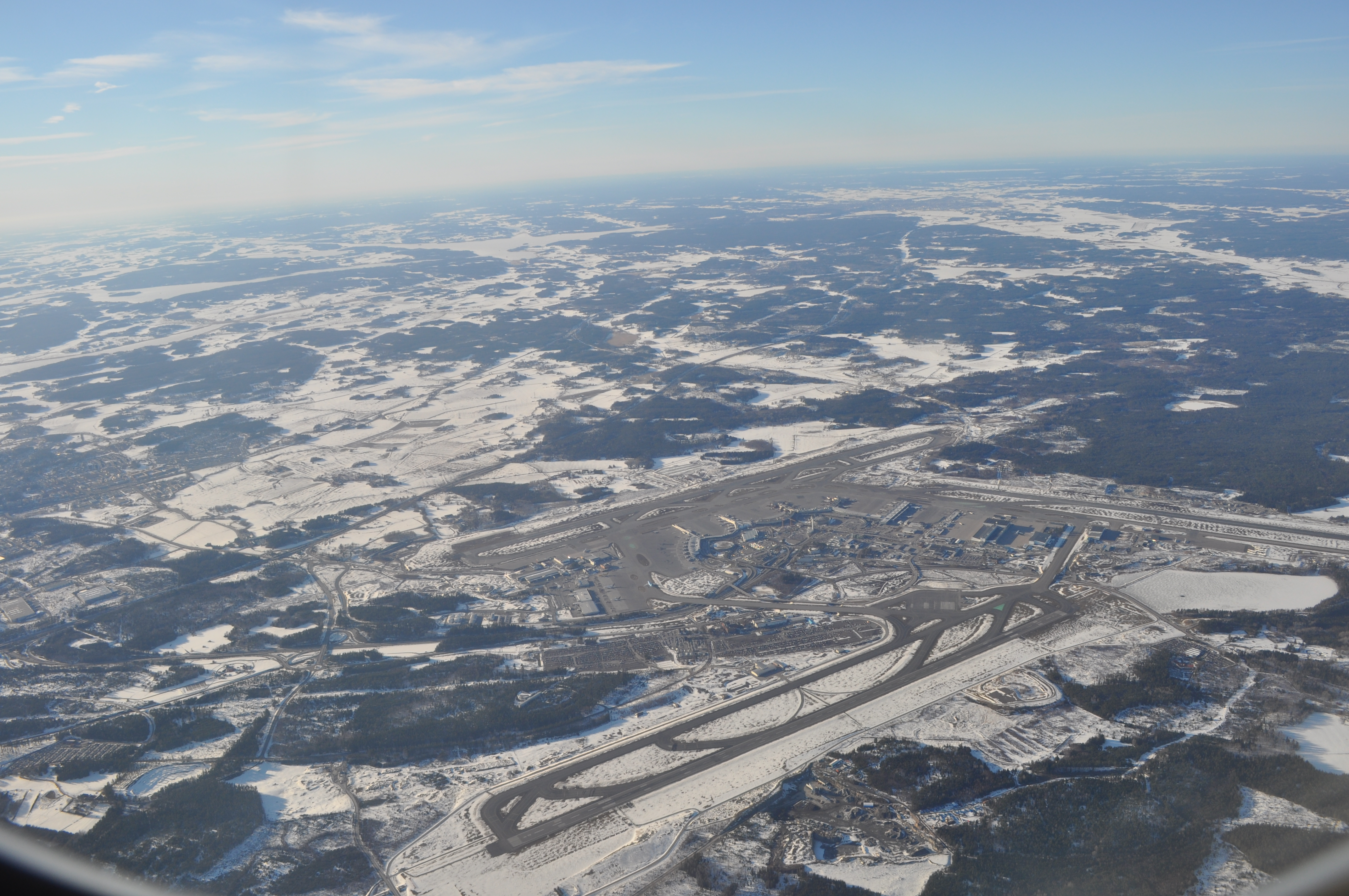
Arlanda, vy från sydöst.

Arlanda har tre start- och landningsbanor.
- Bana 1 (01L,19R), är Arlandas huvudbana som har varit med sedan starten. Ungefär 50% av starterna sker på denna bana som är 3 301 m lång.[34]
- Bana 2 (26,08), har också varit med sedan starten. Ungefär 35% av landningarna sker på denna bana.[34]
- Bana 3 (01R,19L), öppnades 2003. Används vid landningar vid högtrafik men även vid starter under hela dagen. Ungefär 15% av landningarna sker på denna bana.[34]

Bansystemet 01L/19R och 01R/19L (bana 1 och bana 3) är ett exempel på parallellbanesystem, där under högtrafik den längre 01L/19R används för starter och 01R/19L för landningar. Eftersom en avbruten landnings flygväg inte korsar startade flygplans kan starter och landningar ske oberoende vilket tillåter större antal per timme.
Under lågtrafik används 08/26 tillsammans med en av de andra i huvudsak så att starter sker i riktning från terminalerna och landningar mot terminalerna för att minska körsträckan på marken. Vindriktningen avgör vilken som används för starter och vilken för landningar, med undantag för när ett startande flygplan behöver använda den längre 01L/19R eller dålig sikt gör att instrumentlandningssystemen på bana 1 och 3 behövs.
Arlanda är ibland utsatt för kraftiga snöfall under den tidiga vintern då kall luft kan ta upp fukt från Östersjön innan den blivit isbelagd. Det är då en fördel att det är tre banor, eftersom banor måste stängas då de plogas.

## Destinationer och flygbolag

### Passagerare
| Flygbolag                     | Destinationer |
| ----------------------------- | --- |
| Aegean Airlines               | Aten Säsong: Kalamata |
| Air Canada                    | Säsong: Toronto–Pearson |
| Air China                     | Peking |
| Air France                    | Paris–Charles de Gaulle |
| Air Serbia                    | Belgrad |
| airBaltic                     | Riga |
| AJet                          | Säsong: Ankara, Istanbul–Sabiha Gökçen |
| All Nippon Airways            | Tokyo–Haneda |
| Austrian Airlines             | Innsbruck, Wien |
| British Airways               | London–Heathrow |
| Brussels Airlines             | Bryssel–Zaventem |
| Delta Air Lines               | Säsong: New York–JFK |
| Emirates                      | Dubai–International |
| Ethiopian Airlines            | Addis Ababa, Oslo |
| Eurowings                     | Beirut, Berlin, Düsseldorf, Hamburg, Prag, Stuttgart Säsong: Innsbruck, Köln/Bonn, Turin |
| Finnair                       | Bergen, Helsingfors |
| Freebird Airlines             | Säsong: Antalya |
| Iberia                        | Madrid |
| Icelandair                    | Reykjavík–Keflavík |
| Jonair                        | Hagfors, Mora, Sveg, Torsby |
| KLM                           | Amsterdam |
| LOT Polish Airlines           | Warszawa–Chopin |
| Lufthansa                     | Frankfurt, München |
| Luxair                        | Luxemburg |
| Nile Air                      | Kairo |
| Norwegian Air Shuttle         | Alicante, Amsterdam, Antalya, Barcelona, Berlin, Edinburgh, Faro, Gran Canaria, Helsingfors, Kiruna, Köpenhamn, Larnaca, Lissabon, London–Gatwick, Luleå, Málaga, Nice, Oslo, Paris–Charles de Gaulle, Prag, Riga, Rom–Fiumicino, Skellefteå, Umeå, Vilnius Säsong: Agadir, Aten, Bergen, Budapest, Bukarest, Dubai–Al Maktoum, Hurghada, Kraków, Lyon, Manchester, Marrakech, München, Palma de Mallorca, Pisa, Porto, Rhodos, Salzburg, Teneriffa–Södra, Thessaloniki, Turin, Venedig, Verona, Visby |
| Pegasus Airlines              | Antalya, Istanbul–Sabiha Gökçen Säsong: Ankara |
| PopulAir                      | Arvidsjaur, Gällivare, Hemavan, Kramfors, Lycksele, Mariehamn, Vilhelmina, Örnsköldsvik |
| Qatar Airways                 | Doha |
| Royal Jordanian               | Amman–Drottning Alia |
| Ryanair                       | Alicante, Banja Luka, Barcelona, Beauvais, Bergamo, Bryssel–Charleroi, Budapest, Dublin, Gdańsk, Karlsruhe/Baden-Baden, Kaunas, Kraków, London–Stansted, Málaga, Malta, Marrakech, Porto, Poznań, Riga, Rom–Fiumicino, Tallinn, Thessaloniki, Tirana, Treviso, Warszawa–Modlin, Wien Säsong: Bologna, Niš, Palma de Mallorca, Pisa, Rhodos, Turin, Valencias flygplats, Vilnius, Zadar |
| Scandinavian Airlines         | Alicante, Amsterdam, Arvidsjaur, Aten, Barcelona, Bergen, Berlin, Billund, Bryssel–Zaventem, Dublin, Edinburgh, Faro, Genève, Göteborg, Hamburg, Helsingfors, Kalmar, Kiruna, Köpenhamn, London–Heathrow, Luleå, Málaga, Malmö, Manchester, Milano–Linate, Milano–Malpensa, Newark, Nice, Oslo, Palma de Mallorca, Paris–Charles de Gaulle, Prag, Rom–Fiumicino, Ronneby, Skellefteå, Stavanger, Sundsvall, Tallinn, Thessaloniki, Tromsø, Trondheim, Umeå, Vasa, Vilnius, Visby, Åbo, Zürich, Ängelholm, Östersund Säsong: Agadir, Antalya, Bodø, Bologna, Fuerteventura, Funchal, Gran Canaria, Innsbruck, Kalamata, Larnaca, Lissabon, Miami, München, Reykjavík–Keflavík, Rhodos, Salzburg, Sevilla, Sälen/Trysil, Teneriffa–Södra, Tirana, Turin |
| Sunclass Airlines             | Säsong: Antalya, Gran Canaria, Hurghada, Larnaca, Palma de Mallorca, Phuket, Rhodos, Teneriffa–Södra |
| SunExpress                    | Säsong: Ankara, Antalya, Izmir, Konya |
| Swiss International Air Lines | Genève, Zürich |
| TAP Air Portugal              | Lissabon |
| Thai Airways International    | Bangkok–Suvarnabhumi |
| Transavia                     | Paris–Orly |
| Turkish Airlines              | Istanbul |
| United Airlines               | Säsong: Newark |
| Vueling                       | Barcelona |
| Västflyg                      | Trollhättan |
| Wizz Air                      | Budapest, Gdańsk |

### Frakt
2006 transporterades totalt 184 000 ton gods och post via Arlanda. Fraktflygen har ökat på senare tid, +7 % 2005–2006. Andelen post har minskat med 4,1 % till 26 000 ton medan övrigt gods har ökat med 9 % till totalt 158 000 ton (alla siffror avser jämförelse 2005/2006).
Korean Air och Turkish Airlines trafikerar idag Arlanda med fraktflyg. Andra operatörer är FedEx, UPS och DHL med flera.

## Statistik
Sökfråga på wikidata efter rådata.

### De vanligaste destinationerna mätt i passagerarantal 2023
| 1. London 1 364 019 2. Köpenhamn 1 180 576 3. Oslo 1 089 467 4. Helsingfors 1 022 085 5. Luleå 943 345 6. Amsterdam 778 106 7. Paris 652 784 8. Umeå 567 428 9. Málaga 528 964 10. Frankfurt 514 106 | 11. Göteborg 507 572 12. Istanbul 464 674 13. München 458 108 14. Wien 409 207 15. Zürich 386 545 16. Alicante 382 517 17. Barcelona 342 362 18. Berlin 341 473 19. Malmö 323 351 20. Skellefteå 310 090 |

Källa: 

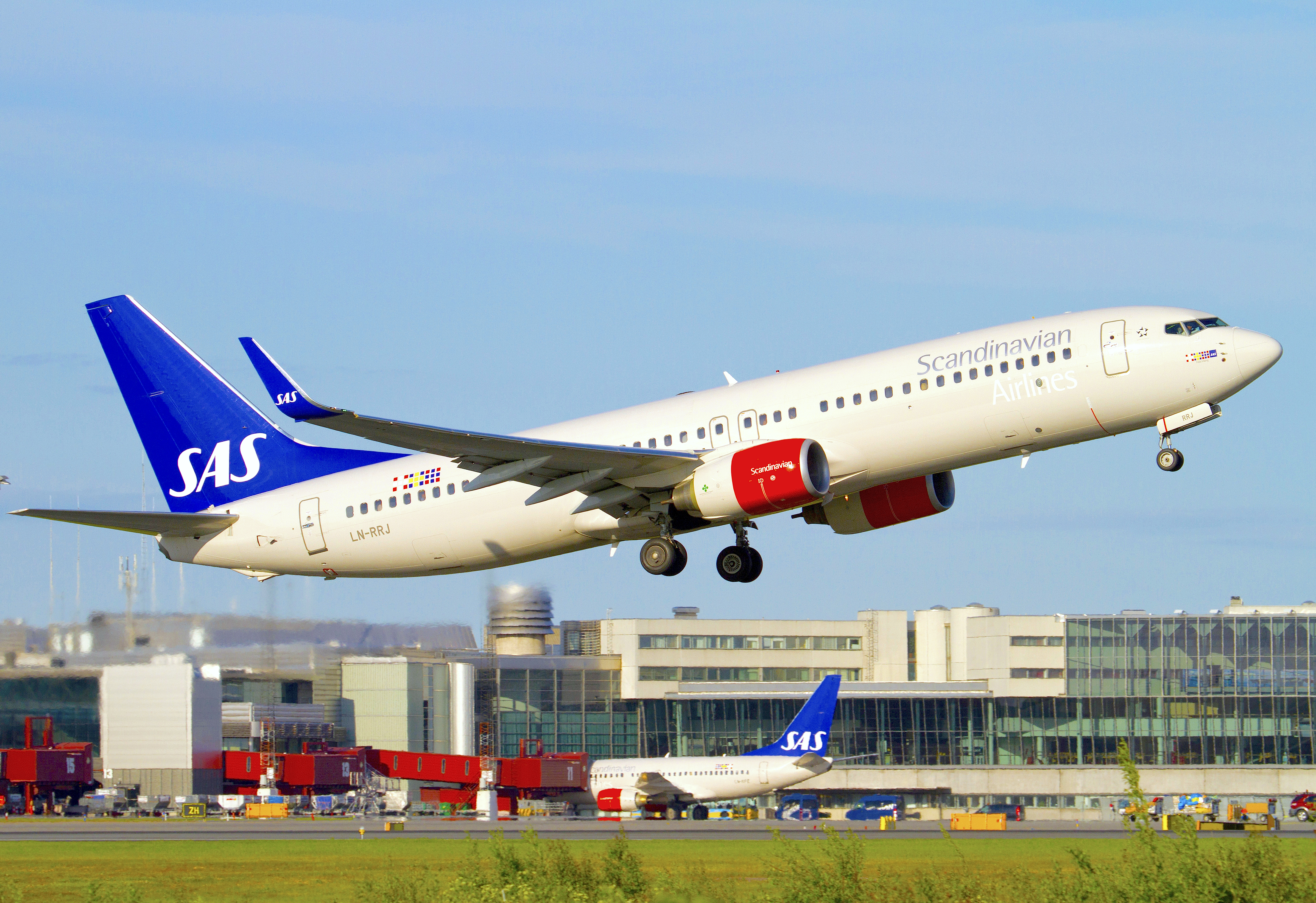
SAS Boeing 737-800 startar på bana 19R.

## Arlanda på film och TV
Urval av filmer som delvis utspelar sig på flygplatsen:

- Sällskapsresan (1980)
- Varning för Jönssonligan (1981)
- Gräsänklingar (1982)
- Jönssonligan får guldfeber (1984)
- Artisten (1987)
- Hundtricket (2002)
- Cockpit (2012)

TV från flygplatsen:
- Stockholm - Arlanda (2009), TV3

## Konst på Arlanda
Stockholm-Arlanda flygplats utgör en del av Sweden Solar System, då en modell av Jupiter finns sedan 2019 uppsatt i entrén till Clarion Hotel Arlanda. Planeten representerades tidigare av en blomsterplantering utanför Sky City gjord 1998, men togs bort för att göra plats för bygget av Clarion Hotel.